# Caesetius inflatus
Caesetius inflatus är en spindelart som beskrevs av Rudy Jocqué 1991. Caesetius inflatus ingår i släktet Caesetius och familjen Zodariidae. Inga underarter finns listade.